# Michael Wolgemut

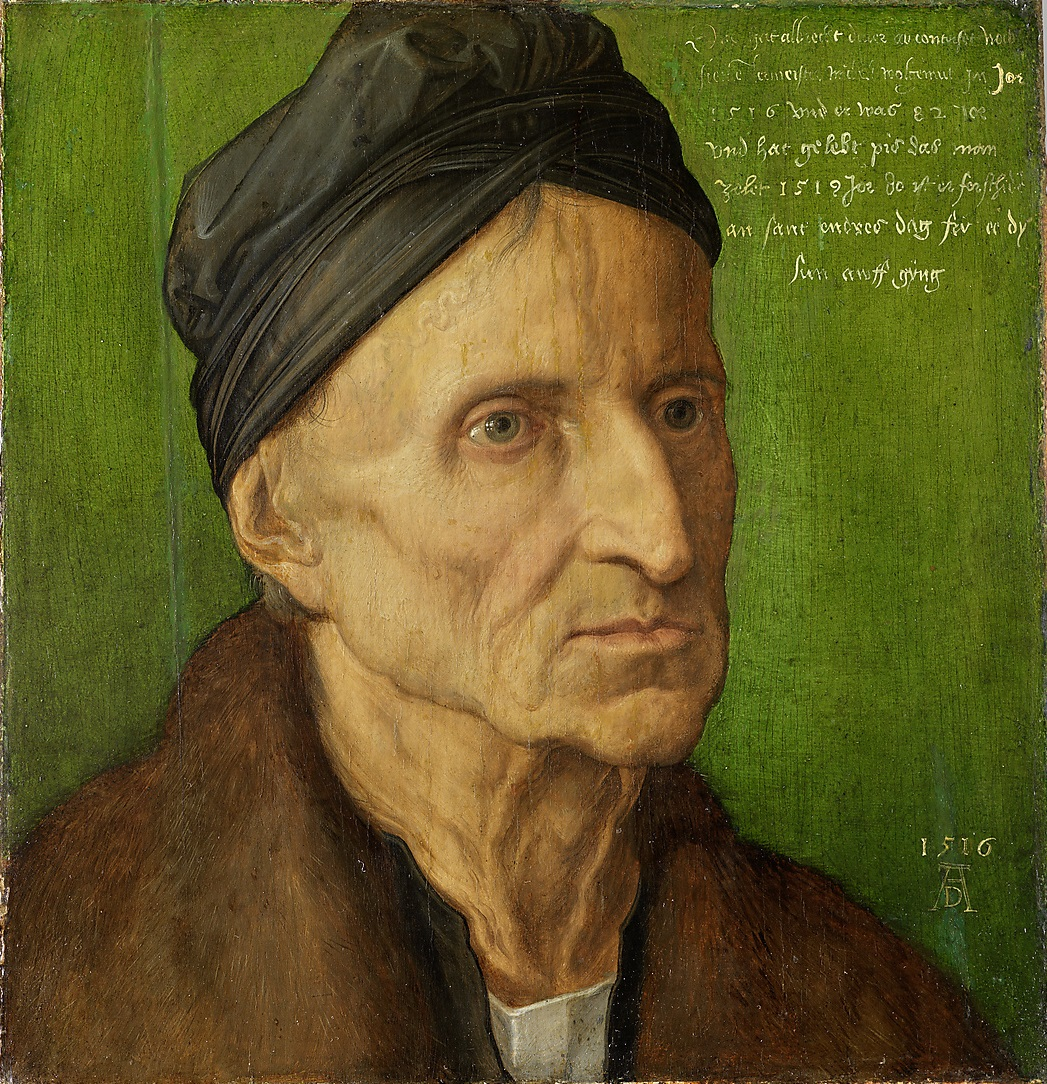
Albrecht Dürer: Porträt Michael Wolgemut

Michael Wolgemut (* 1434 in Nürnberg; † 30. November
1519 ebenda; auch Michael Wohlgemut oder Michael Wohlgemuth) war ein Maler und ein Meister des Holzschnitts. Er war Schüler von Hans Pleydenwurff und der wichtigste Vertreter der älteren fränkischen Schule sowie Vorbild und Lehrmeister Albrecht Dürers.
Auch arbeitete er im Auftrag des sächsischen Kurfürsten Friedrichs des Weisen bei der Ausgestaltung seines Schlosses in Wittenberg mit. Durch Kriegseinwirkungen ging sein Schaffenswerk in Wittenberg verloren, so auch ein Bildnis seines Auftraggebers, des Kurfürsten Friedrich des Weisen.

## Leben und Schaffen

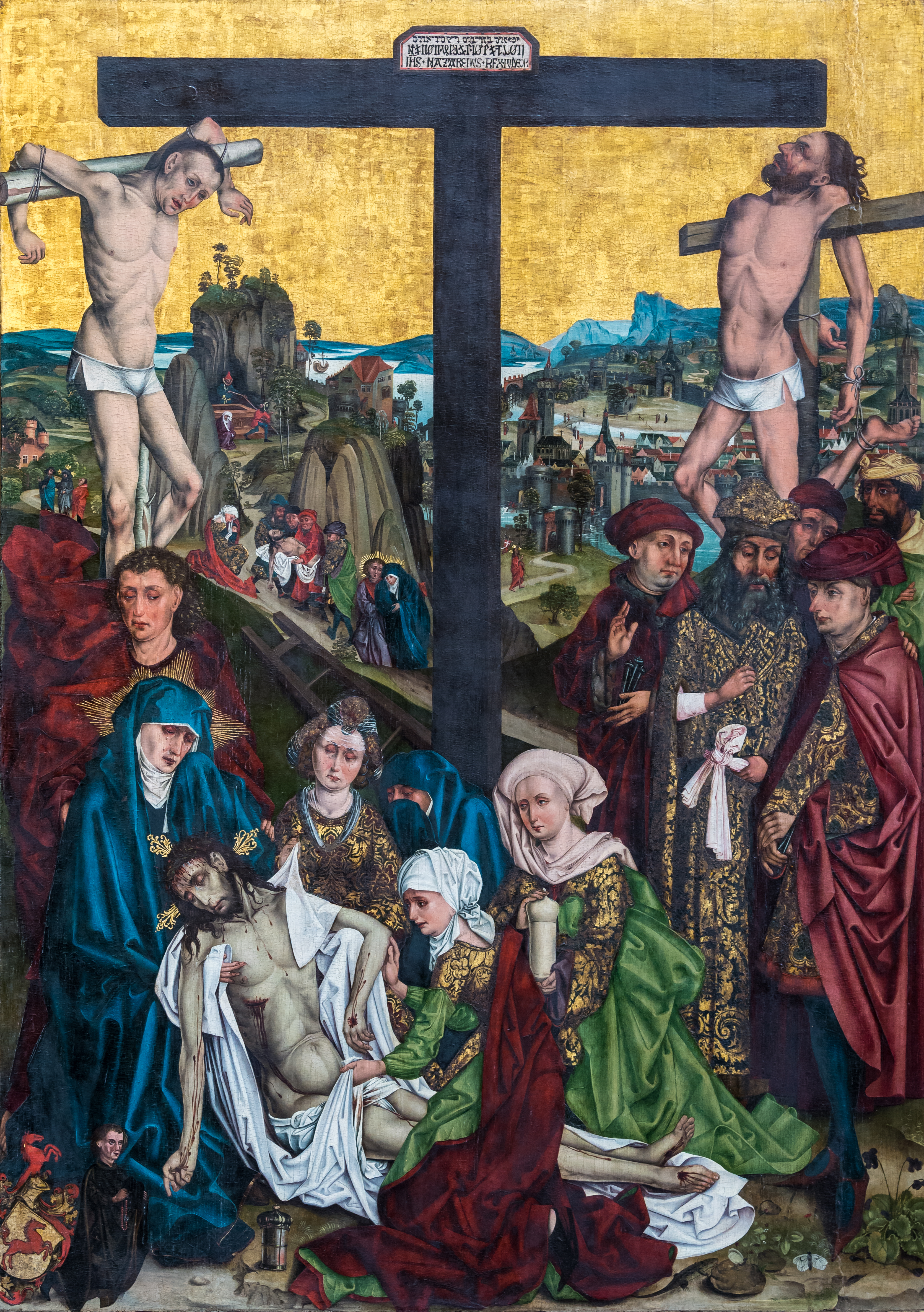
Keyper-Epitaph

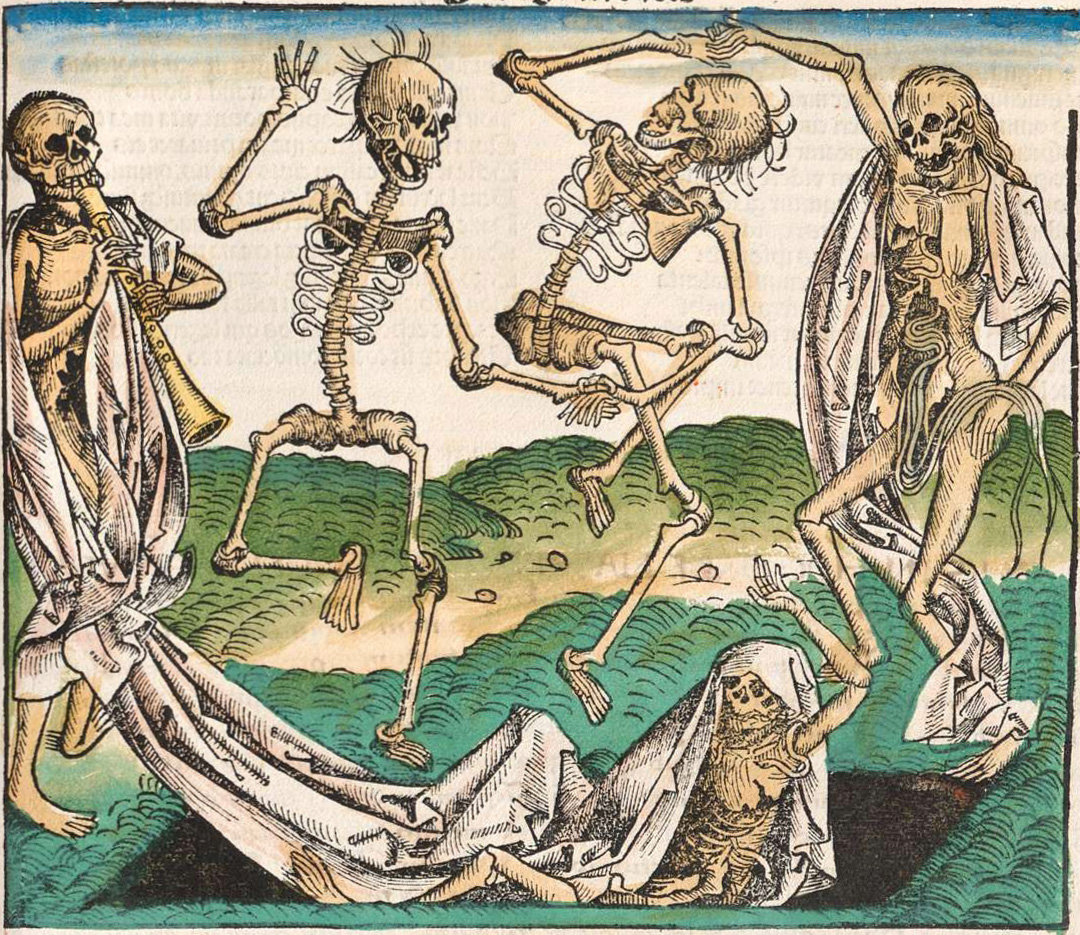
Tanz der Gerippe (Auferstehung der Toten) in: Schedel’sche Weltchronik S. 261. Das siebte Alter der Welt

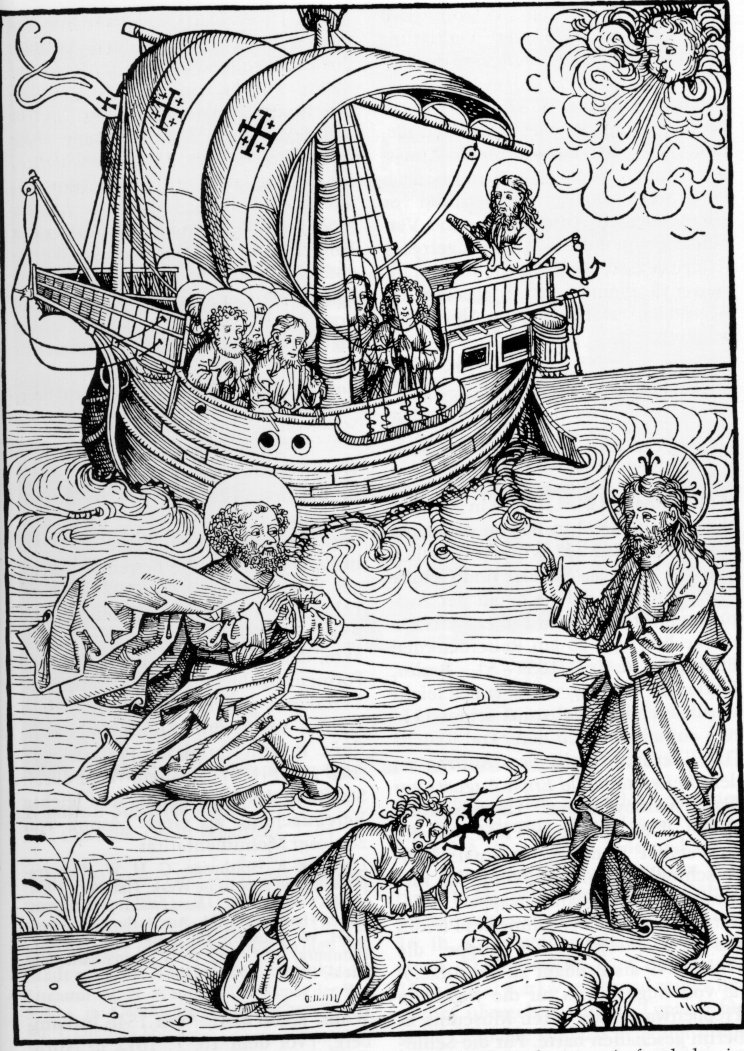
Petri Seenot

Michael Wolgemut wurde 1434 in Nürnberg geboren. Er begann seine Laufbahn in der Werkstatt seines Vaters Valentin, der Mitte des 15. Jahrhunderts als selbstständiger Maler in Nürnberg tätig war. Er scheint sich dann in Flandern oder zumindest nach flandrischen Gemälden gebildet zu haben. Er war Schüler bei dem angesehenen Münchner Maler Gabriel Angler sowie um 1471 in der Werkstatt von Gabriel Maleßkircher als Geselle tätig. Danach arbeitete er in Nürnberg, wo er zuerst 1473 urkundlich erwähnt wird, vermutlich für Hans Pleydenwurff. Er heiratete dessen Witwe und erwarb das Haus „Unter der Veste an der Schildröhre“, in dem sich Pleydenwurffs Werkstatt befand, die er erfolgreich weiterführte.
Ein Auftrag, der möglicherweise schon an Pleydenwurff ergangen war und von Wolgemut unter Verwendung von dessen Entwürfen ausgeführt wurde, war 1476/1477 die Verglasung des Hallenchors der Lorenzkirche. Wolgemut erzielte stattliche Preise: für das Zwickauer Schnitzretabel 1.400 Gulden, für das Schwabacher Hochaltarretabel zwischen 600 und 1.000 Gulden, für die Illustration der berühmten Schedel’schen Weltchronik 1.000 Gulden im Voraus, diese ist ein gemeinsames Werk Wolgemuts und seines Stiefsohns Wilhelm Pleydenwurff.
Mit Albrecht Dürer, der Ende 1486 sein Schüler wurde und ihn 30 Jahre später porträtierte, verband ihn eine Freundschaft. In späteren Jahren, als Dürer ebenso große Aufträge akquirierte, entstand auch eine Konkurrenz. Wolgemut ließ daher den Gesellen seiner Werkstatt während der letzten Jahre große künstlerische Freiheiten, doch erhielt er zuletzt immer weniger Aufträge. Auf den Tag genau 33 Jahre, nachdem er den jungen Albrecht Dürer in seine Werkstatt aufgenommen hatte, verstarb er 1519.

### Tafelmalerei
Aus Wolgemuts Atelier ging eine große Zahl von Schnitzaltären mit bemalten Flügeln hervor, welche zumeist handwerksmäßig mit Hilfe von Gesellen ausgeführt wurden. Die hervorragendsten sind vier Flügel mit Darstellungen aus der Geschichte Christi von 1465 (in der Münchener Pinakothek), der Altar des Doms St. Marien zu Zwickau mit Szenen aus der Jugend und der Passion Christi und der Peringsdörfer-Altar (heute in der Friedenskirche, Nürnberg) mit acht männlichen und weiblichen Heiligen und Szenen aus der Legende des heiligen Veit. Möglicherweise ist der Peringsdörfer-Altar auch das Werk eines unbekannten Meisters. Ein weiterer Hochaltar aus Wolgemuts Werkstatt befindet sich in der Stadtkirche St. Johannes und St. Martin in Schwabach.
Die Zuschreibung der Gemälde im Huldigungssaal des Rathauses von Goslar, Szenen aus der Kindheit Christi und Gestalten von Kaisern und Sibyllen, an Wolgemut oder seine Schüler ist umstritten; der Urheber wird inzwischen abstrakt als Meister der Goslarer Sibyllen bezeichnet.
Wolgemut hat auch Bildnisse gemalt. In seinen besseren, von ihm eigenhändig ausgeführten Gemälden erscheint er als ein den flandrischen Malern sowohl in der Feinheit der Ausführung als auch der Empfindung nachstehender Künstler; die Formen sind eckig, die Typen eher einförmig und bisweilen von übertriebener Hässlichkeit.Ref?

### Druckgrafik
Wolgemut zeichnete Vorlagen für Holzschnitte, unter anderem für die Illustrationen im Schatzbehalter (Nürnberg 1491) von Stephan Fridolin und 1809 Holzschnitte für die Weltchronik (Nürnberg 1493) von Hartmann Schedel , die den Anstoß zur raschen Fortentwicklung dieser Kunst durch und unter Albrecht Dürer gaben. In der Schedel’schen Weltchronik wird Wolgemut u. a. die doppelseitige Ansicht von Nürnberg zugeschrieben, die erste gedruckte Ansicht ihrer Art überhaupt.

## Familie
Michael Wolgemut ist der Sohn von Valentin Wolgemut († 1469) und dessen Frau Anna († um 1495). Sein Vater war Maler und war vermutlich Lehrer seines Sohnes. 1473 heiratete er Barbara Pleydenwurff, Witwe des Malers Hans Pleydenwurff.  Nach dem Tod seiner ersten Frau heiratete er eine Christine († 1550).
Mit einem Wilhelm Pleydenwurff, vermutlich der Sohn von Hans, arbeitete er an der Schedel’schen Weltchronik.

## Werke
- Brustbild des Hartmann Schedel, auf eine Holztafel geleimt
- Brustbild des Martin Pfinzing, auf eine Holztafel geleimt
- Brustbild von Kosmas und Damian, Ölgemälde, Germanisches Nationalmuseum, Nürnberg[4]
- Die Ausführung des Heilands zur Kreuzigung, auf Holz und geblumten Goldgrund
- Marien-Altar, Dom St. Marien, Zwickau, 1479, dreimal wandelbarer Flügelaltar (Schrein mit Märtyrerfiguren und Madonna; Weihnachtszyklus; Passionszyklus)
- Brustbild des Hans Tucher (VI.) im Alter von 53 Jahren, dat. 1481, Tucherschloss in Nürnberg
- „Die Kreuzigung des Heilands zwischen den beyden Schächtern ...und wurde 1484 als Altargemälde für die Abtey Eberbach verfertigt.“[5]
- Epitaph für Georg Keyper, St. Lorenz, Nürnberg, 1484
- Stifterscheibe Lorenz Tucher, 1484
- Peringsdörfer-Altar, Friedenskirche, Nürnberg, 1486; urspr. für die 1486 geweihte Augustinerkirche gestiftet, 1564 nach Hl. Kreuz transferiert.
- Zwei Seitenaltäre in der Rieterkirche St. Marien und Christophorus
- Andreasaltar,  St. Andreaskirche, Weißenburg, um 1500
- Hl. Anna selbdritt, Gedächtnisbild für Anna Groß, vor 1510, auf Kiefernholz gemalt, Germanisches Nationalmuseum, Nürnberg
- Hochaltar in der Sankt-Andreas-Kirche, Kalchreuth
- Schwabacher Altar in der Stadtkirche
 St. Johannes und St. Martin, Schwabach

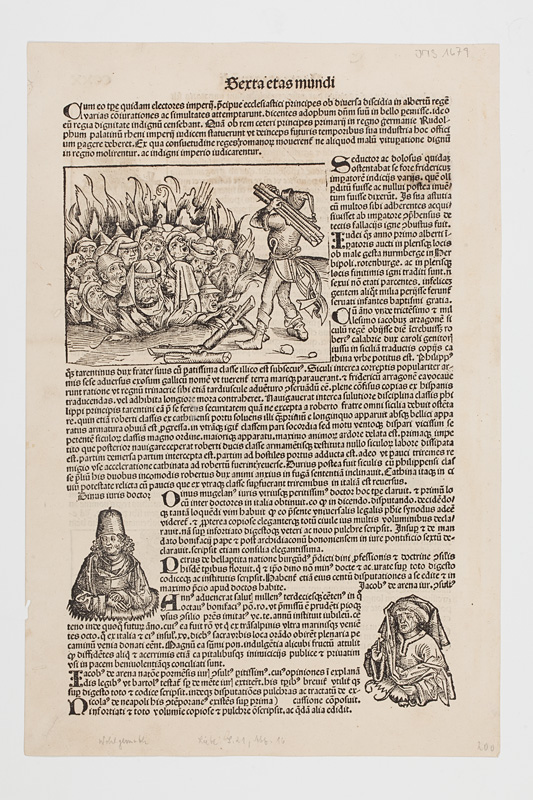
Seite aus der Schedelschen Weltchronik, in der Sammlung des Jüdischen Museums der Schweiz. Holzschnitt „Der Judenbrand“ von Michael Wolgemut und Wilhelm Pleydenwulff.